# Джон Ньюлендс
Джон Ньюлендс (англ. John Alexander Reina Newlands; 26 листопада 1837, Лондон — 29 липня 1898, Лондон) — англійський хімік, один з творців періодичної системи хімічних елементів.

## Життєпис
Народився в Лондоні 26 листопада 1837. Батько, шотландський священик Вільям Ньюлендс, не хотів, щоб син пішов по його стопах, підготував його до вступу в Королівський хімічний коледж. Мати, Мері Сара Рейну, італійка, прищепила синові любов до музики. Здобувши освіту в коледжі, він в 1857 р. Ньюлендс стає асистентом хіміка в Королівському сільськогосподарському товаристві. Однак під впливом матері Ньюлендс їде на її батьківщину, до Італії, де набирав сили визвольний рух на чолі з Джузеппе Гарібальді. Там на початку 1860 Ньюлендс познайомився зі Станіслао Канніццаро — одним із реформаторів атомно-молекулярного вчення. Спілкування з Канніццаро, мабуть, привернуло увагу Ньюлендса до проблеми атомних ваг елементів.
На початку 1864 р. Ньюлендс прочитав анонімну статтю, автор якої стверджував, що атомні ваги більшості елементів з більшою чи меншою точністю кратні восьми . Думка анонімного автора була помилковою, проте Ньюлендс вирішив продовжити дослідження в цій області. Він склав таблицю, в якій розташував всі відомі елементи в порядку збільшення їх атомної ваги (за даними Канніццаро). У статті, датованій 20 серпня 1864, він зазначив, що в цьому ряду спостерігається періодичне поява хімічно схожих елементів. Пронумерувавши елементи (елементи, що мають однакові ваги, мали і один і той же номер) і зіставивши номери з властивостями елементів, Ньюлендс зробив висновок: "Різниця в номерах найменшого члена групи і наступного за ним дорівнює семи; інакше кажучи, восьмий елемент, починаючи з даного елемента, є свого роду повторенням першого, подібно восьмий ноті октави в музиці … ". Тим самим їм вперше була висловлена ідея про періодичність зміни властивостей елементів.

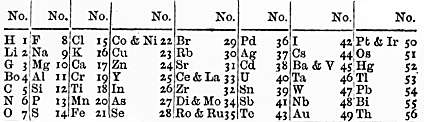
Таблиця Ньюлендса

Через рік, 18 серпня 1865 р., Ньюлендс опублікував нову таблицю елементів, назвавши її «законом октав», який формулювалося наступним чином: "Номери аналогічних елементів, як правило, відрізняються або на ціле число сім, або на кратне семи; іншими словами, члени однієї і тієї ж групи співвідносяться один з одним у тому ж відношенні, як і крайні точки однієї або більше октав в музиці ". Публікації Ньюлендса, подібно до інших (досить численних) спробам знаходження всякого роду закономірностей серед атомних мас хімічних елементів, не привернули особливої уваги. 
1 березня 1866 Ньюлендс зробив доповідь «Закон октав і причини хімічних співвідношень серед атомних ваг» на засіданні Лондонського хімічного товариства, який не викликав особливого інтересу. Історія зберегла лише єхидне зауваження Дж. Фостера: чи не пробував доповідач розташовувати елементи в порядку початкових літер їхніх назв і не виявив при цьому будь-яких закономірностей?
Після 1866 Ньюлендс не робив спроб подальшої розробки своєї систематики; в 1868—1886 рр. він працював на цукрорафінадний завод і практично не займався науковою роботою. На батьківщині він був відомий як фахівець в області цукроваріння, що удосконалив технологічний процес приготування цукру. Лише в 1875 р. Ньюлендс опублікував кілька робіт, де, зокрема, вперше запропонував термін «порядковий номер» елемента, не вкладаючи в нього, проте, особливого фізичного сенсу. У 1884 р. він випустив книгу «Про відкриття періодичного закону і про відносини між елементами», в якій зібрав свої основні статті і опублікував претензію на пріоритет відкриття Періодичного закону.
У 1887 р. Лондонське королівське товариство присудило Ньюлендсу одну з найпочесніших нагород того часу — медаль Деві: «за відкриття періодичного закону хімічних елементів», хоча п'ятьма роками раніше цієї нагороди були визнані гідними Дмитро Менделєєв і Лотар Юліус Маєр «За відкриття періодичних співвідношень атомних ваг». Це нагородження виглядало дещо сумнівним, хоча незаперечною заслугою Ньюлендса є те, що він дійсно вперше констатував факт періодичної зміни властивостей хімічних елементів, який знайшов відображення в «законі октав». За висловом Д. І. Менделєєва, «… в цих працях видно деякі зародки періодичного закону». 